# Приволье (Владимирская область)
Приво́лье — деревня в Камешковском районе Владимирской области России, входит в состав Брызгаловского муниципального образования.

## География
Деревня расположена на берегу реки Уводь в 6 км на северо-восток от центра поселения посёлка имени Карла Маркса и в 16 км на северо-восток от райцентра Камешково, остановочный пункт Уводь на железнодорожной линии Новки — Иваново.

## История
В начале XVIII века деревня называлась Объедово и входила в состав Боголюбовского стана Владимирского уезда Московской губернии и принадлежала вотчине Покровского девичьего монастыря в Суздале[уточнить]. 
В конце XIX — начале XX века, входила в состав Малышевской волости Ковровского уезда, а до того в состав Талецкой волости Стародубского княжества, которой владели удельные князья Стародубские-Льяловские — потомки князя Константина Федоровича Стародубского по прозванию Льяло, правнука героя Куликовской битвы князя Андрея Федоровича Стародубского. С 1926 года — в составе Эдемской волости.
В 1859 году в селе числилось 39 дворов, в 1905 году — 53 двора, в 1926 году — 73 двора. С запада к деревне примыкало сельцо Дудорово, в котором в 1926 году числилось шесть дворов и 30 жителей.
Приходом деревни была Вознесенская церковь в селе Усолье[уточнить].
С 1929 года деревня являлась центром Объедовского сельсовета Ковровского района, с 1940 года — в составе Брызгаловского сельсовета Камешковского района, с 2005 года — в составе Брызгаловского муниципального образования.
В 1966 году деревня Объедово была переименована в деревню Приволье.

## Население
| 1859 | 1905 | 1926 | 2002 | 2010 | 2021 |
| ---- | ---- | ---- | ---- | ---- | ---- |
| 288  | ↗324 | ↗503 | ↘55  | ↗63  | ↗90  |